# 迫击炮装备人民委员部
迫击炮装备人民委员部 (Народный комиссариат миномётного вооружения)是苏联苏德战争期间的政府机构，隶属于苏联人民委员会，负责迫击炮与火箭炮的生产。

## 历史
1941年11月26日，以通用机械制造人民委员部(Наркомат общего машиностроения)为基础成立迫击炮装备人民委员部。
1946年2月17日改称机械与机床制造人民委员部(Наркомат машиностроения и приборостроения СССР)。

## 部机关
机关驻莫斯科市剧院路赫鲁多夫大楼.

## 历任人民委员
- 亚历山大·伊拉里奥诺维奇·叶夫列莫夫（英语：Aleksandr Yefremov (politician)）(1941年11月26日-1946年2月17日)[2]